# Moçâmedes

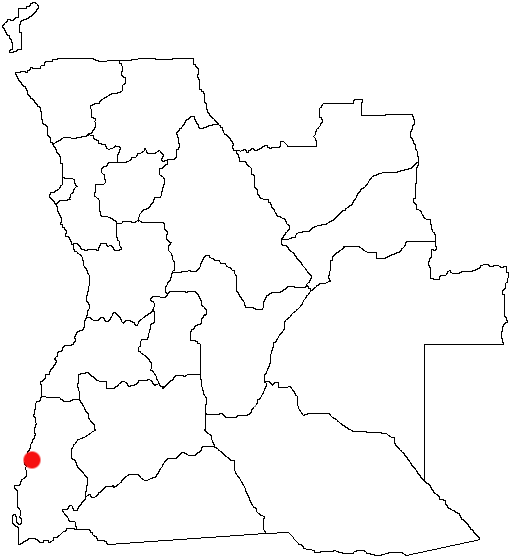
Moçâmedes läge i Angola

Moçâmedes är en stad i Angola. Staden grundades 1840 och hade år 2017 omkring 150 000 invånare. Under perioden 1985–2016 hette staden Namibe. 

## Historia

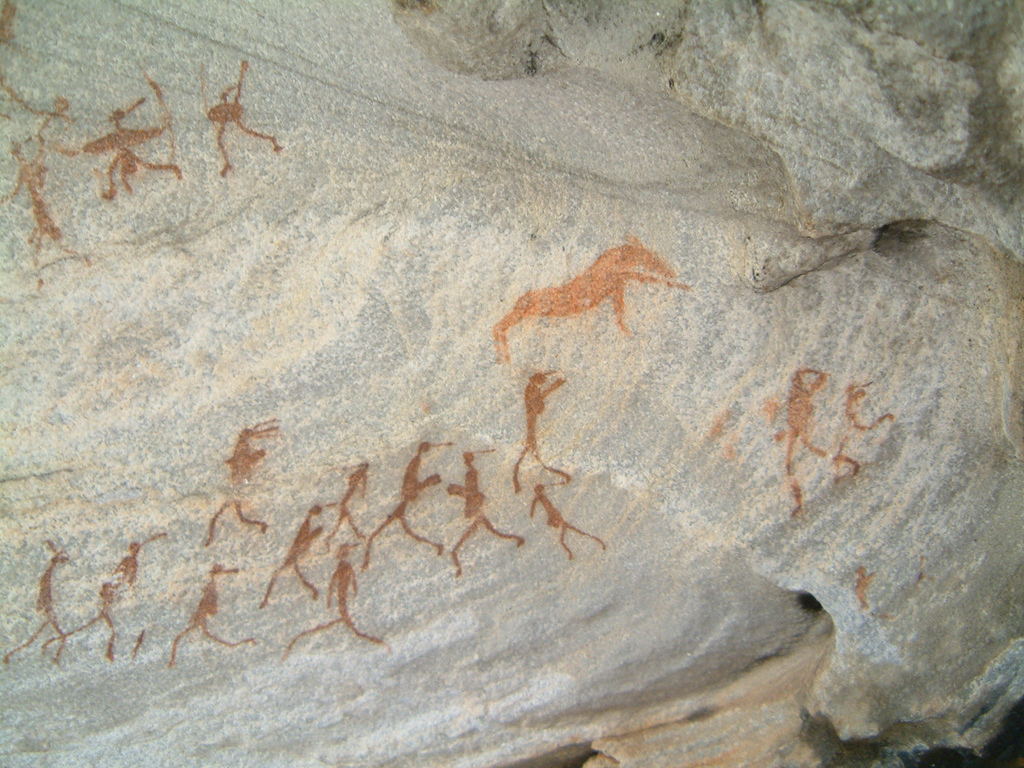
San Bushman rock art Perdekop Farm North of Mossel bay

I området finns en mängd hällmålningar och andra fynd som tyder på en förhistorisk bosättning. Staden grundades 1840 av den portugisiska upptäcktsresanden Bernardino Freire de Figueiredo Abreu e Castro och befolkades av immigranter från Pernambuco i Brasilien. Staden fick namnet Moçâmedes men namnet ändrades 1985 till Namibe för att 2016 ändras tillbaka till Moçâmedes.

## Kommunikationer

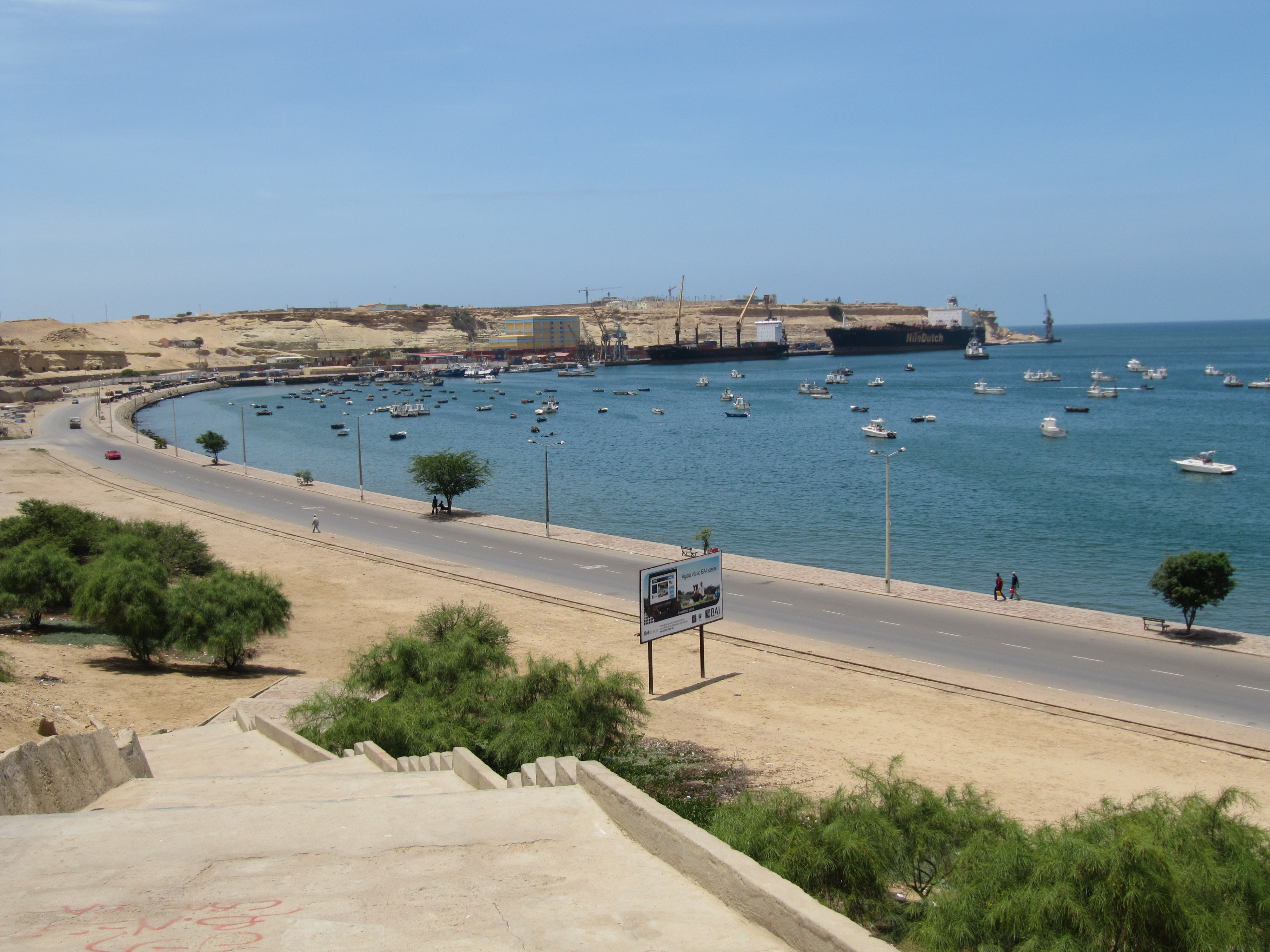
Strandpromenad i Moçâmedes

### Järnväg
Mocamedesjärnvägen startar i Moçâmedes och går cirka 1000 kilometer österut till Menonge i provinsen Cuando Cubango.

### Sjöfart
Moçâmedes är den tredje största hamnstaden efter Luanda och Lobito.

### Flyg
År 1978 invigdes flygplatsen Yuri Gagarin och byggdes om 2013.

## Sevärdheter
I Moçâmedes omgivningar finns den unika växten Welwitschia.

## Personer från Moçâmedes
- João Teixeira Pinto (1876–1917), portugisisk kolonialofficer.[4]
- António Aniceto Monteiro (1907–1980), portugisisk matematiker.[5]
- Herlander Peyroteo (1929–2002), portugisisk filmregissör.[6]
- Carlos Castro (1945–2011), journalist och författare, aktivist för homosexuellas rättigheter.
- Emanuel Fernandes (* 1967), olympisk spelare i Beachvolleyboll.[7]
- Carlos Rocha (* 1974), portugisisk serietecknare[8]

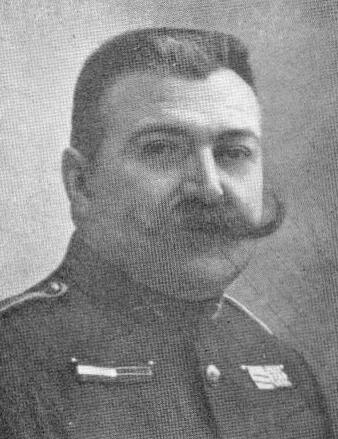
Joao Teixeira Pinto
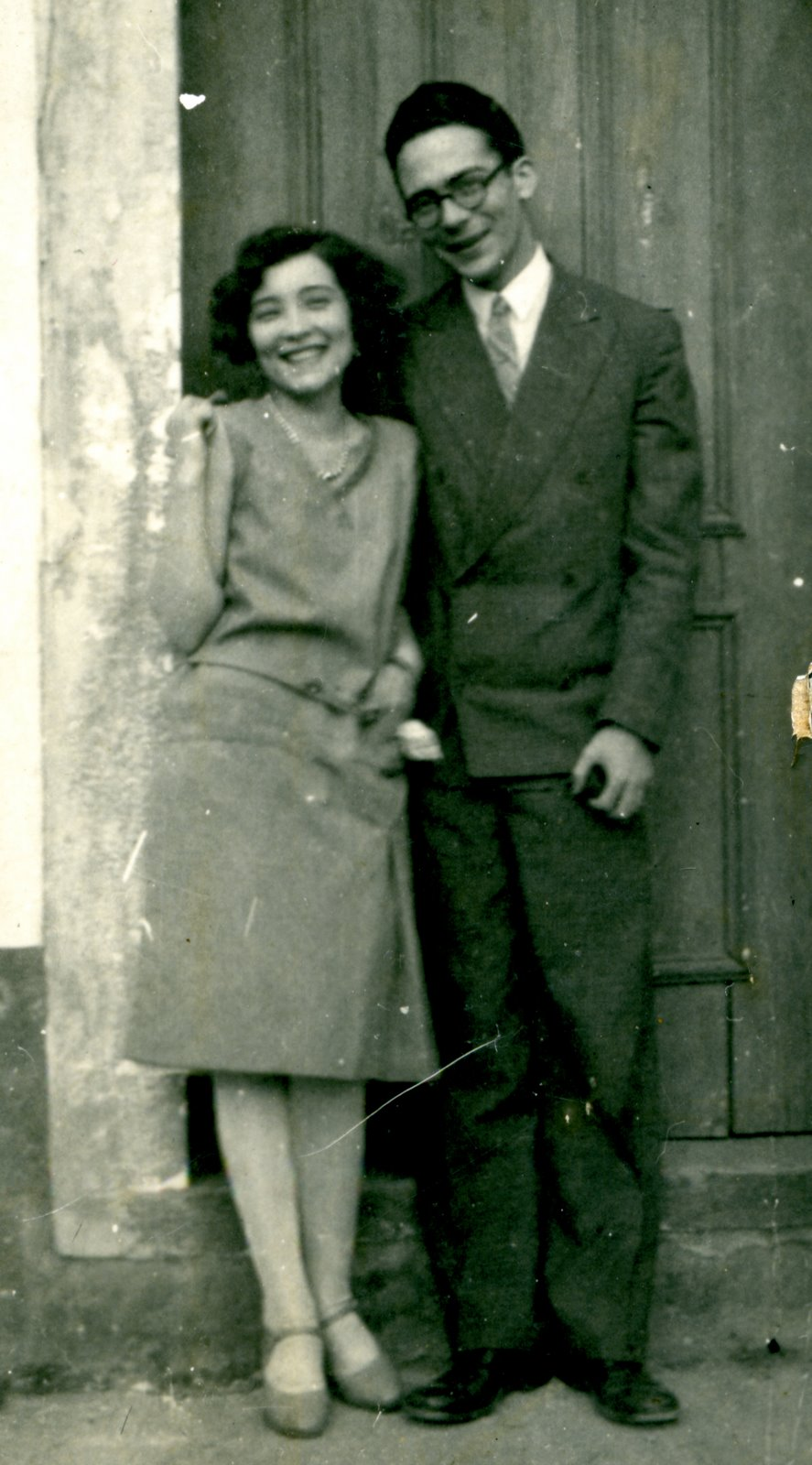
Monteiro
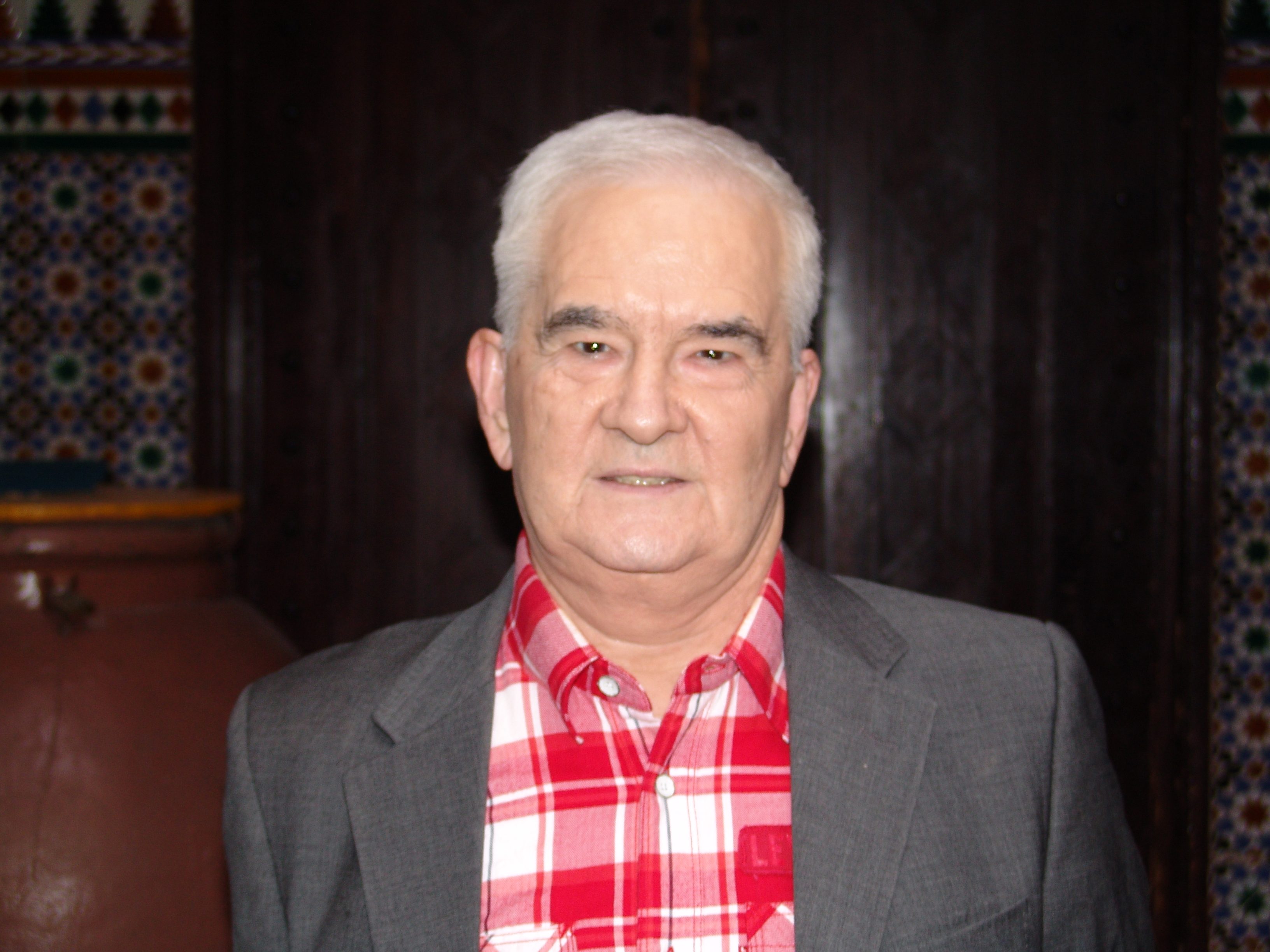
Carlos Castro